# Opius staryi
Opius staryi (лат.) — вид паразитических наездников рода Opius из семейства Braconidae (Opiinae). Европа (в том числе, Россия) и Азия (Иран, Корея). Мелкие наездники (менее 3 мм). От близких видов отличается следующими признаками: стигма среднего размера, 0,75 от длины R1a, шире в основании; наличник в 3 раза шире высоты; длина первого тергита метасомы равна его ширине на вершине, брюшко с шестью рядами правильных длинных волосков. Метасома и проподеум гладкие. Усики 21-24-члениковые. Среди хозяев отмечены мухи из семейства Agromyzidae: Aulagromyza tremulae (Hering, 1957); Phytomyza aquilegiae  Hardy, 1849; Phytomyza minuscula  Goureau, 1851. Вид был впервые описан в 1958 году австрийским энтомологом Максимилианом Фишером (Naturhistorisches Museum, Вена, Австрия), крупным специалистом по Braconidae, описавшим около тысячи видов наездников. Включён в состав подрода Allophlebus.